# Jin Yuquan
Jin Yuquan (chinesisch 金雨泉; * 12. Dezember 2000) ist ein chinesischer Tennisspieler.

## Karriere
Jin spielte zwischen 2015 und 2018 nur wenige Matches auf der ITF Junior Tour und erreichte dabei Platz 327 im Junioren-Ranking.
Sein erstes Profiturnier bestritt Jin 2018, er erzielte jedoch erst 2023 die ersten Punkte für die Weltrangliste. Im Jahr 2024 konnte er auf der ITF Future Tour zwei Doppeltitel gewinnen, was ihn erstmals unter die Top 700 brachte; im Einzel erreichte er einmal ein Future-Halbfinale.
Im Oktober desselben Jahres feierte Jin sein Debüt auf der ATP Tour, als er dank einer Wildcard bei den Hangzhou Open antrat. Zusammen mit seinem Partner Li Zekai verlor er jedoch in der ersten Runde gegen die chinesische Paarung Bu Yunchaokete und Tergel in zwei Sätzen.